# Shi Nai'an
Shi Nai'an (caratteri cinesi: 施耐庵; pinyin: Shī Nài'ān; 1296 – 1372) è stato uno scrittore cinese classico, accreditato come primo compilatore del romanzo I Briganti.
Su di lui non esistono molte informazioni biografiche, tanto che secondo alcuni studiosi egli fu soltanto l'insegnante di Luo Guanzhong, considerato il principale scrittore del Romanzo dei Tre Regni.